# 竇圌山
竇圌山位於中华人民共和国四川盆地西北邊緣江油市西南部，龍門山前地帶，涪江東岸，是四川著名的風景區之一。西南沿公路距涪江峽口的江油老縣城武都鎮約4公里，向南沿公路距江油新縣城中壩街道約24公里。山頂東嶽峰海拔1140米，高差約540米(山麓海拔約600米)。全山面積4.7平方公里。山上有雲岩寺，其内有宋代建築竇圌山轉輪經藏。

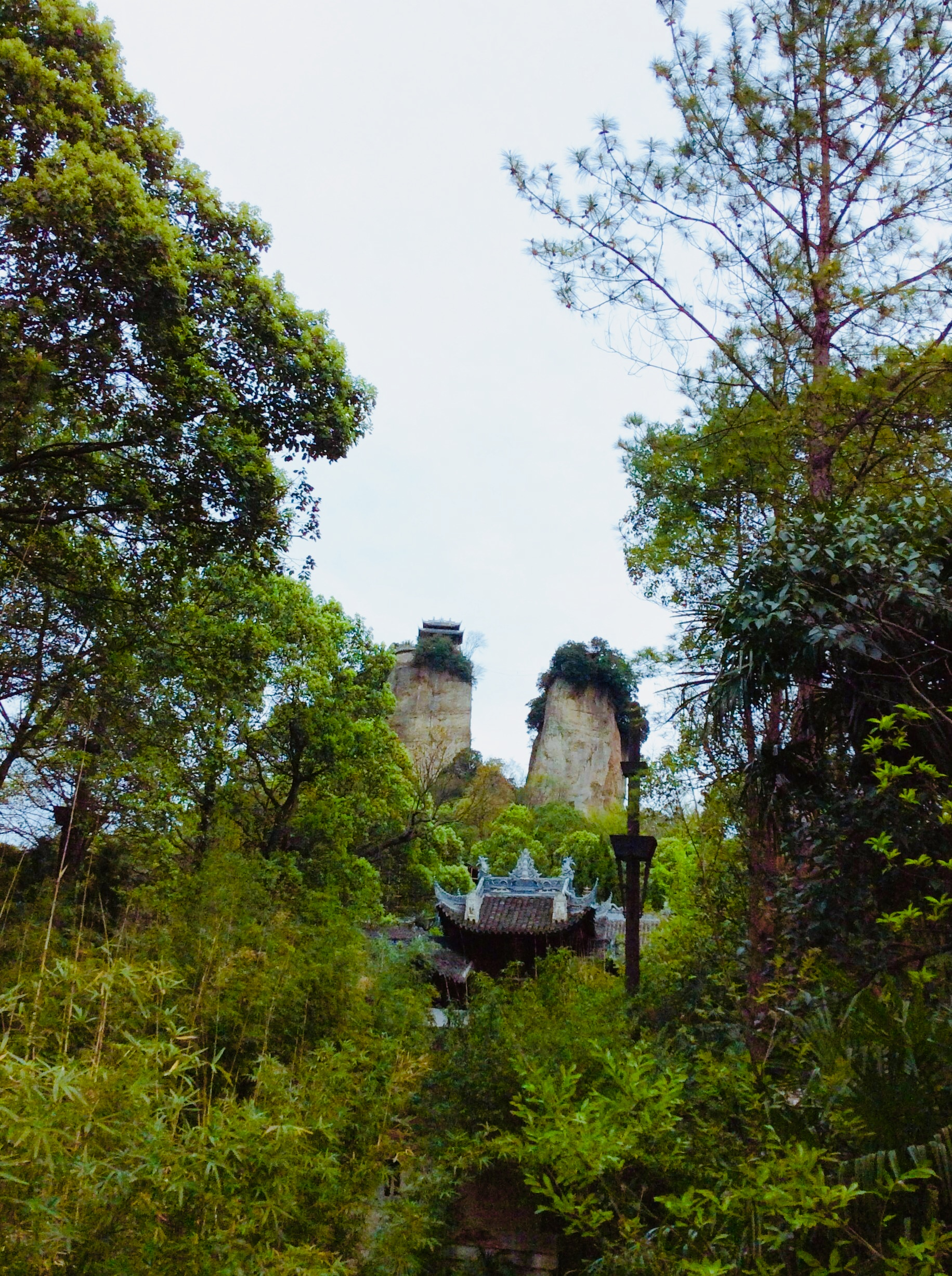
竇圌山以及云岩寺

## 名称
先名猿門山，因山上猿猴較多，山形如門。後因山石像豆子大的石子構成，山形如圌，便稱豆圌山。唐代彰明縣主簿叫竇子明棄官隱居山上，換修鐵索橋，後人為紀念他，將豆圌山改名為竇圌山。